# ألفونسو دي ألبوكيرك
ألفونسو دي ألبوكيرك (بالبرتغالية: Afonso de Albuquerque)، حيث ينطقها البرتغاليون أفونسو دي أبوكيرك بحذف حرف اللام لفظا، هو قائد بحري وسياسي برتغالي (1453 - 1515).
له أصول أرستقراطية وعومل معاملة النبلاء. مُنح اللقب البرتغالي فيدالغو ومعناها ابن النبلاء. فقد كان جنرالا بحرياً ونائب حاكم الهند البرتغالية، مكنته حنكته العسكرية وأسلوب قيادته من غزو وإخضاع منطقة المحيط الهندي تحت راية الإمبراطورية البرتغالية. وقد منحه ملك البرتغال مانويل الأول لقب نائب الملك ودوق غوا قُبيل وفاته، ليكون أول دوق لا ينتمي إلى الأسرة المالكة، وأول الألقاب الممنوحة خارج البرتغال. يُنظر إليه غالبا على أنه قائد عسكري عبقري وفقا لاستراتيجياته الناجحة التي لجأ إليها في غزواته. ومن أبرزها: محاولته لإغلاق جميع المعابر البحرية للمحيط الهندي نحو المحيط الأطلسي والبحر الأحمر والخليج العربي والمحيط الهادئ، مما كان سيحوله لبحيرة مغلقة خاصة بالإمبراطورية البرتغالية، ويقف عائقًا كبيرًا أمام قوات الدولة العثمانية المنافس الأول للبرتغال في تلك الأنحاء من العالم، وحلفائها المسلمين والهندوس في المنطقة. وتعزو إليه المسؤولية في بناء العديد من الحصون للدفاع عن النقاط المهمة التي ساعدته في إقامة شبكة من العلاقات الدبلوماسية. ولقب بالكبير والعظيم وقيصر الشرق وأسد البحار ومارس البرتغالي.

## نشأته
ولد في مدينة الإسكندرية (بالبرتغالية:Alhandra) عام 1453  بالقرب من لشبونة عاصمة البرتغال. وهو الابن الثاني لجونزالو دي ألبوكيرك لورد فيلاّ فيردي (بالبرتغالية: Gonçalo de Albuquerque, senhor de Vila Verde dos Francos) الذي كان يعمل في البلاط الملكي في وظيفة هامة حيث أنه كان يمت بصلة بعيدة وغير شرعية للأسرة المالكة البرتغالية، كان متزوجا من «الدونا ليونور دي مينيزيس»، أم «ألفونسو»، الأمر الذي هيأ له فرصة العيش في القصر. درس ألفونسو الرياضيات واللغة اللاتينية في قصر ملك البرتغال ألفونسو الخامس وقد كان صديقا للأمير جواو -لاحقا جواو الثاني، ثم انتقل ليعمل في شمال أفريقيا لمدة عشر سنوات حيث اكتسب فيها الخبرة العسكرية. وفي سنة 1471 شارك في حملة قادها الملك ألفونسو الخامس لغزو طنجة وأزيلال في المغرب، حيث خدم عدة سنوات كعسكري. وفي سنة 1476 رافق الأمير جواو في حربه ضد قشتالة[ ؟ ]، ثم ساهم في حملة بحرية أرسلت إلى شبه الجزيرة الإيطالية لإنقاذ ملك أرغون فرناندو الثاني في سنة 1480 ضد الغزو العثماني لأوترانتو والتي توجت بانتصار القوات المسيحية. عند عودته عينه ملك البرتغال الجديد «جواو الثاني» كبير ياورات القصر الملكي. هذه العلاقة مكنته من الوصول إلى البحرية البرتغالية. وفي سنة 1489 عاد مجددا للخدمة في شمال أفريقيا، كقائد للمجموعة المدافعة عن حصن غراسيوسا المقام في جزيرة في نهر واد لوكوس بالقرب من مدينة العرائش، ثم أصبح جزء من حرس الملك جواو الثاني سنة 1490، وعاد إلى أزيلال سنة 1495 حيث قتل أخوه الأصغر مارتم.

## حملاته العسكرية

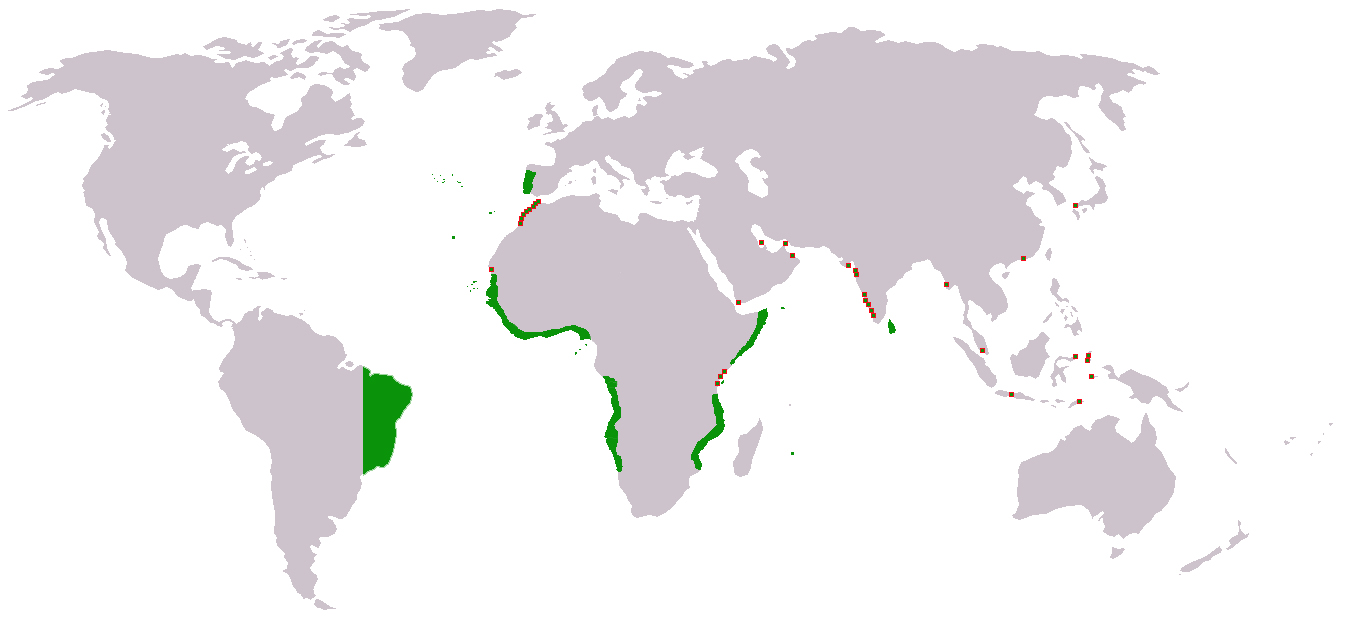
الإمبراطورية البرتغالية.

برز الفونسو دي ألبوكيرك كمبعوث قوي في ترسيخ سلطة البرتغاليين في أفريقيا وآسيا. وكان في رأيه أن الوسيلة الوحيدة لدرء خطر العرب على نفوذه هو إخضاعهم بالقوة ليضمن تثبيت سيطرته على المنطقة وتحقيق أهداف البرتغال. ولهذا وجد ضرورة إنشاء قلاع في مواقع استرتيجة يضمن من خلالها حماية طرق التجارة البحرية والمصالح البرتغالية على البر. وقد قتل الكثير من العرب في منطقة الخليج وعمان.
واستطاع عام 1510 احتلال مدينة غوا الهندية الأمر الذي مكنه تدريجيا من إحكام السيطرة على معظم الطرق البحرية بين أوروبا وآسيا وكذلك بين الهند ومنطقة الشرق الأقصى.
حاول ألبوكيرك إغلاق جميع المنافذ إلى المحيط الهندي لتثبيت ملكية البرتغال له، أو، حسب تعبيرهم «بحرنا» (باللاتينية: Mare Nostrum)، ومنع النفوذ العثماني والإسلامي والحيلولة دون تحالف الهندوس معهم.

### الحملة الأولى (1503 – 1504)
بدأت حملته الأولى عام 1503، نحو الشرق برفقة صاحبه وقريبه «فرانسيسكو» حيث أبحر حول رأس الرجاء الصالح إلى الهند، ونجح هناك في تثبيت ملك «كوتشين» على عرشه وسُمح له بالمقابل ببناء أولى قلاع البرتغاليين فيها، واضعاً بذلك حجر الأساس للإمبراطورية البرتغالية في الشرق.
عندما اعتلى ملك البرتغال الجديد مانويل الأول العرش أظهر بعض التحفظ تجاه ألبوكيرك وهو الصديق المقرب من يوحنا الثاني. فبعد حياة مهنية عسكرية طويلة وبلوغ ألبوكيرك سن النضج، أرسله الملك يوم 6 أبريل سنة 1503 إلى الهند مع ابن عمه فرانسيسكو دي ألبوكيرك في أول رحلة إلى الهند، يتولى كل منهما قيادة ثلاث سفن والإبحار مع دوارتي باتشيكو بيريرا ونقولا كويلهو. وقد شاركوا في عدة معارك ضد جيوش مملكة سامري كاليكوت في كاليكوت، وبعد أن نجح في تثبيت ملك كوتشي[ ؟ ] على عرشه وسُمح له بالمقابل ببناء قلعة كوتشين فيها، وأنشأ منظومة من العلاقات التجارية مع كيولون، واضعاً بذلك حجر الأساس للإمبراطورية البرتغالية في الشرق.

### الحملة الثانية (1504 - 1508)
- أحداثها: الخليج وسواحل المليبار

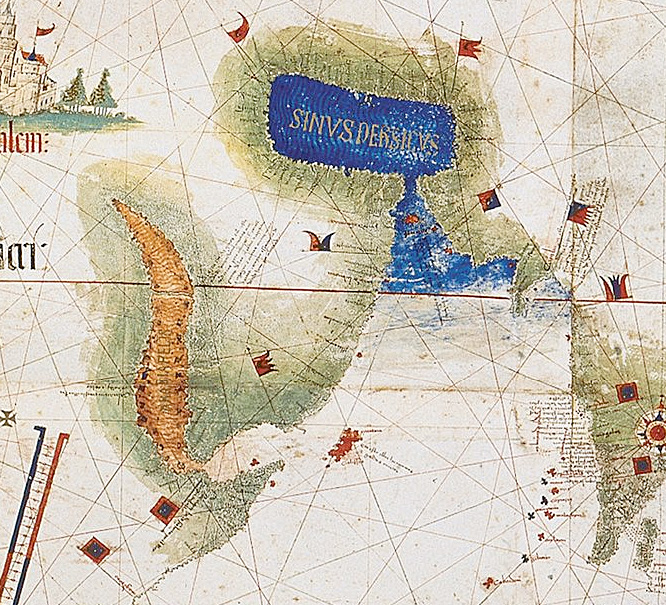
خريطة برتغالية قديمة لشبه الجزيرة العربية يظهر فيها البحر الأحمر وجزيرة سقطرى (باللون الأحمر)، والخليج العربي (بالأزرق)، بالإضافة لمضيق هرمز.

بعد عودته إلى بلاده في يوليو/تموز 1504، أولاه الملك مانيويل الأول قيادة خمس سفن حربية وأسطول من 16 سفينة بقيادة «تريستاو دا كونها»، بهدف الاستيلاء على جزيرة سقطرى وبناء حصن فيها على أمل إغلاق الطريق التجارية إلى داخل البحر الأحمر أمام منافسي البرتغال الأوروبيين والمسلمين على حد سواء. أُُرسل ألبوكيرك في هذه الرحلة بصفته «رئيس القباطنة» لكنه بقي خاضعًا لسلطة دا كونها إلى حين الوصول إلى موزمبيق. وكان ألبوكيرك يحمل معه رسالة سريّة مختومة من الملك، جاء فيها أمر بخلع حاكم الهند «فرانسيسكو دي ألميديا»، على الرغم من أن فترة ولايته كانت لتنتهي بعد عامان. قبل مغادرته البلاد، اعترف ألبوكيرك ببنوة طفل له وُلد في عام 1500، كما كتب وصيته.
غادر الأسطول لشبونة بتاريخ 6 أبريل سنة 1506، وتولّى ألبوكيرك قيادة سفينته بنفسه، بعد أن فقد القبطان المعين لتولّي القيادة بعد وقت قصير من المغادرة. عثر الأسطول أثناء توجهه شرقًا حول أفريقيا على القبطان «خوان دا نوفا» جانحًا مع طاقمه وسفينته «زهرة البحار» (بالبرتغالية: Frol de la mar) في قناة موزمبيق أثناء عودتهم من الهند، فأنقذوهم، فما كان من أولئك إلا أن انضموا إلى الأسطول. بعد الوصول إلى مالندي، أرسل القبطان «دا كونها» بضعة مبعوثين إلى الحبشة، التي كان يُعتقد حينها أنها أقرب مما هي عليه، وقد تضمنت البعثة الكاهن «خوياو غوميز» و«خوياو سنتشاز»، ورجل مسلم تونسي يُدعى «سعيد محمد» كان قد عجز عن قطع الطريق البحرية إلى الحبشة، وقد أرسل هؤلاء إلى جزيرة سقطرى في بادئ الأمر ومن ثم إلى ميناء رأس عسير في القرن الأفريقي.
وفي طريقهم إلى الهند شنّ الأسطول غارات على سواحل الخليج العربي وخاصة عمان التي كانت تشكل أكبر قوة عربية في الخليج العربي، وحرمها من التجارة مع الهند وشرق أفريقيا. وقد استطاع البوكيرك أن يفاجئ السفن العمانية الراسية في الموانئ ويدمرها، ثم هاجم ميناء قلهات وقلعتها عام 1507 وقريات فأبادها وأهلها ودمروا ما كان فيها من نحو 83 سفينة، ومسقط[ ؟ ]، وخورفكان وخربها بعد أن كانت مزدهرة. واحتل أيضا صحار، وارتكب فيها فظائع وحشية، فقتل عددا كبيرا من السكان، وكانت عمان قبل قدوم البرتغاليين تعيش في رخاء من الزراعة والتجارة، إلا أن الغزو البرتغالي قطع تجارة العمانيين وخرب المناطق الساحلية. فقد دمر فيها جميع الموانئ العربية وأخضعها تحت سيطرته وشيد القلاع في الكثير من سواحل خليج عمان والخليج العربي. فقد بنى البرتغاليون في مسقط على سبيل المثال على أنقاض قلاع قديمة قلعتي الجلالي والميراني. على الرغم من محاولات المماليك والعثمانيين وغيرهم من المتضررين من الأسطول البرتغالي في مياه المحيط الهندي والبحر الأحمر والخليج، التصدي له عام 914 هـ/1508م، إلا أن الأسطول البرتغالي تغلب عليهم جميعا.

وكتب البوكيرك عن مسقط يقول: 

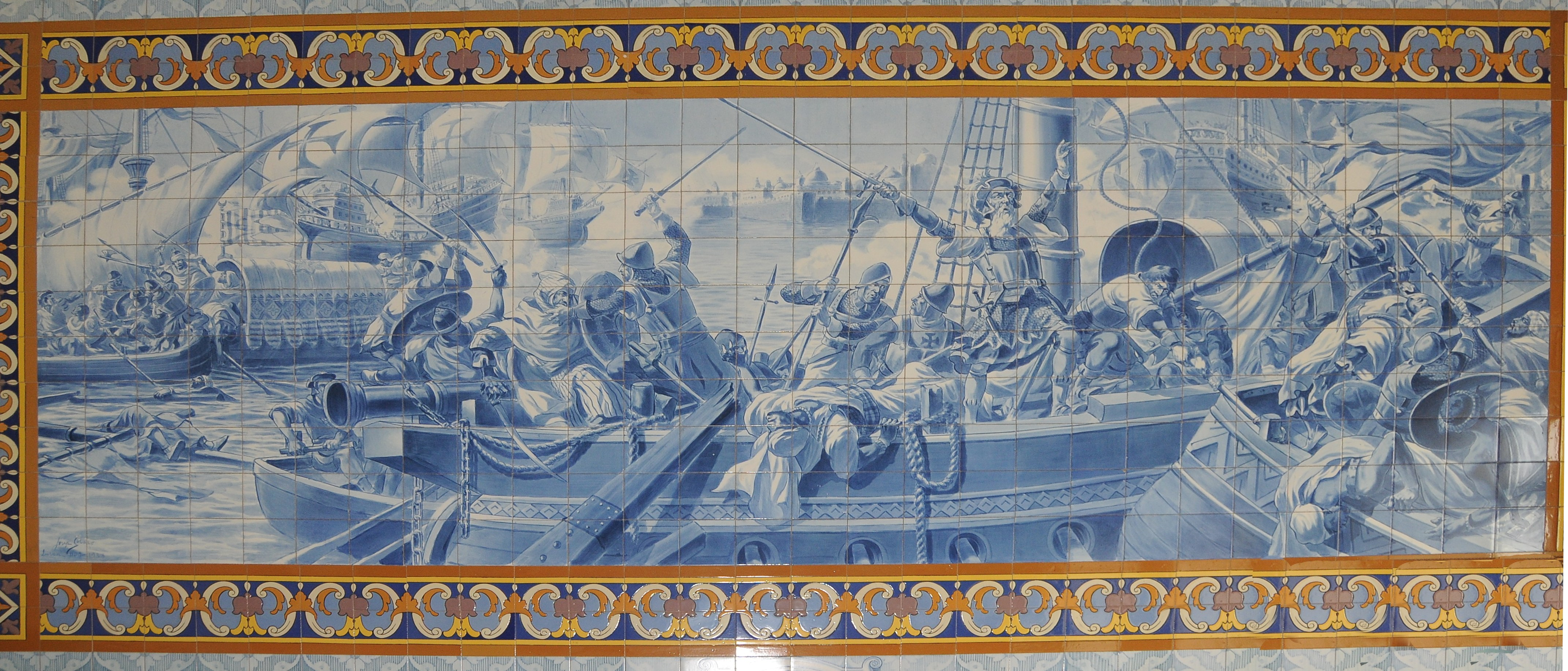
البرتغاليين بقيادة ألفونسو دي ألبوكيرك يفتحون جزيرة هرمز.

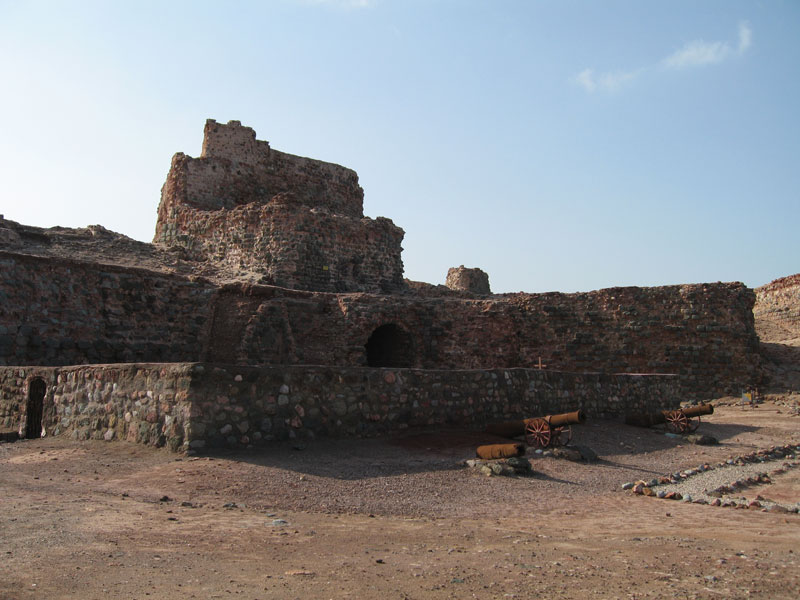
قلعة سيدة الحمل البرتغالية في جزيرة هرمز على مضيق هرمز في إيران.

كذلك قام البرتغاليون باحتلال جزيرة سقطرى عام 913هـ/1507م، ثم انفصل ألبوكيرك عن «تريستاو» الذي استمر في رحلته إلى الهند ليهاجم جزيرة هرمز على مضيق هرمز مدخل الخليج الوحيد في 25 سبتمبر/أيلول 1507م. وكانت الجزيرة محطة تجارية هامة وتشرف على موقع استراتيجي هام. فأخضعها لسيطرته وبنى فيها قلعة ضمن استراتيجيته العسكرية التي انتهجها، أطلق عليها تسمية «قلعة سيدة النصر» في بادئ الأمر، قبل أن تتحول لقلعة سيدة الحمل. خضع سكّان الجزيرة طوعًا للبرتغاليين بعد أن هابوا مقدرتهم العسكرية وبطشهم، حيث كان ألبوكيرك عنيفاً وشرساً في التعامل مع أهالي المنطقة، فلم تخل مدينة احتلها من بطشه فقد قيل عنه أنه قتل العُّزَّل أيضًا من النساء والأطفال والشيوخ. وبعدها فرض الضرائب الباهظة. لكن بعد بضعة أيام من استقرار البرتغاليين في الجزيرة، وصل وفد فارسي يحمل رسالة من الشاه إسماعيل بن حيدر الصفوي، يُطالب فيها البرتغاليين بدفع الجزية لقاء بقائهم في الجزيرة، فجاء رد ألبوكيرك بأن الجزية الوحيدة التي ستحصل عليها بلاد فارس وملكها، ستكون قذائف المدافع ورصاص البنادق[ ؟ ]، وهنا بدأ النزاع بين البرتغاليين والشاه، فسارع ألبوكيرك في أعمال بناء القلعة سالفة الذكر تحسبًا لأي نزاع عسكري مع الفرس[ ؟ ]، وأرغم كامل طاقمه بالعمل في البناء مهما اختلفت رتبهم، فانتفض عليه بعض الضبّاط قائلين بأنه تخطى أوامره الواضحة بالتوجه إلى الهند، فلم يجد ألبوكيرك بدًا من الانصياع لرغبة رجاله، خصوصًا بعد اشتداد الحر، ونقص المؤن، وتدمير كافة أسطوله عدا سفينتين، فأمر بهجر هرمز في شهر يناير من عام 1508، وأغار على بعض القرى الساحلية للحصول على المؤن الكافية، ثم اتجه بعدها إلى سواحل المليبار وقد زادت قطع أسطوله إلى ثمانية سفن حربية.
وصل ألبوكيرك بلدة «كنّأنور» على ساحل المليبار في شهر ديسمبر من عام 1508، وسرعان ما توجّه إلى الحاكم البرتغالي فيها، «الدون فرانسيسكو دي ألميديا»، وأظهر له أوامر الملك بمنحه سلطات أعلى من سلطاته، فرفض هذا الأخير الانصياع لها قائلاً أن عهده لمّا ينتهي بعد، وأنه ما زال له أن يبقى في المنصب حتى شهر يناير، كما أخبر ألبوكيرك بصراحة رغبته بالانتقام منه، كونه يعتبره هو السبب وراء موت ابنه في معركة مع المماليك بقيادة أمير حسين الكردي، بعد أن رفض ألبوكيرك خوض المعركة بنفسه. خضع ألبوكيرك لرغبة دي ألميديا خوفًا من أن يؤدي اعتراضه إلى اندلاع حرب أهلية في البلاد وخارجها، فانتقل إلى مدينة كوتشي[ ؟ ] بانتظار الأوامر من البرتغال، وقال المؤرخ البرتغالي «فرنياو لوبيز دي كاستانيدا» أن ألبوكيرك صبر صبرًا طويلاً على المواجهة المفتوحة من قبل الحاكم ومناصريه، وحافظ على علاقته الرسمية به، لكنه سئم من العزلة السياسية في نهاية المطاف، فكتب إلى القبطان «دييغو لوبيز دي سكويريا» الذي كان قادمًا إلى الهند على رأس أسطول كبير، يطلب منه سرًا أن يساعده على خصومه، لكن أمله ذهب أدراج الريح، عندما انضم ذلك القبطان إلى الحاكم. وكان ألبوكيرك قبل ذلك قد رفض عدّة عروض من معارضي الحاكم، اقترحوا عليه فيها أن ينضم إليهم للإطاحة به، خوفًا من الفشل بعد الإجهار بهذا الأمر، مما قد يقضي عليه أو على مستقبله المهني.

#### الاعتقال والسجن
خاض دي ألميديا معركةً بحرية بتاريخ 3 فبراير سنة 1509، ضد حلف مكون من أساطيل المماليك والعثمانيين وسامري كاليكوت وسلطان غوجرات، للثأر لمقتل ابنه في معركة شاول على يد المماليك، فحقق نصرًا حاسمًا جعل المماليك والعثمانيين يسحبون سفنهم من مياه المحيط الهندي، مما أمّن السيطرة البرتغالية عليه طيلة السنوات المائة التالية. وفي شهر أغسطس من نفس العام، تقدّم بعض ضبّاط ألبوكيرك السابقين، بدعم من دييغو لوبيز دي سكويريا، بطلب إلى الحاكم يقولون فيه أن ألبوكيرك غير مؤهل للحكم، وأنه لا يجوز له أن يتولى شؤون المستعمرة، فاعتقل وأرسل في سفينة قديمة إلى حصن القديس أنجلو في كنّأنور، حيث سًجن لثلاثة أشهر.
أُُطلق سراح ألبوكيرك بعد ثلاثة أشهر من اعتقاله، وذلك بعد أن وصل أمير البحر البرتغالي إلى كنّأنور على رأس أسطول كبير. وقد كان الأخير أهم نبيل برتغالي على الإطلاق يزور الهند، وقد جاء برفقة خمسة عشرة سفينة و 3,000 رجل بأمر من ملك البرتغال للدفاع عن حق ألبوكيرك في تولّي شؤون الحكم. أصبح ألبوكيرك الحاكم الثاني لولاية الهند بتاريخ 4 نوفمبر سنة 1509، وبقي في هذا المنصب حتى وفاته. أما دي ألميديا فعاد إلى البرتغال في سنة 1510، مما فسح المجال أمام ألبوكيرك ليُظهر عزمه ومقدرته على إدارة دفة الأمور في الولاية.

### الحملة الثالثة (1510 - 1511)

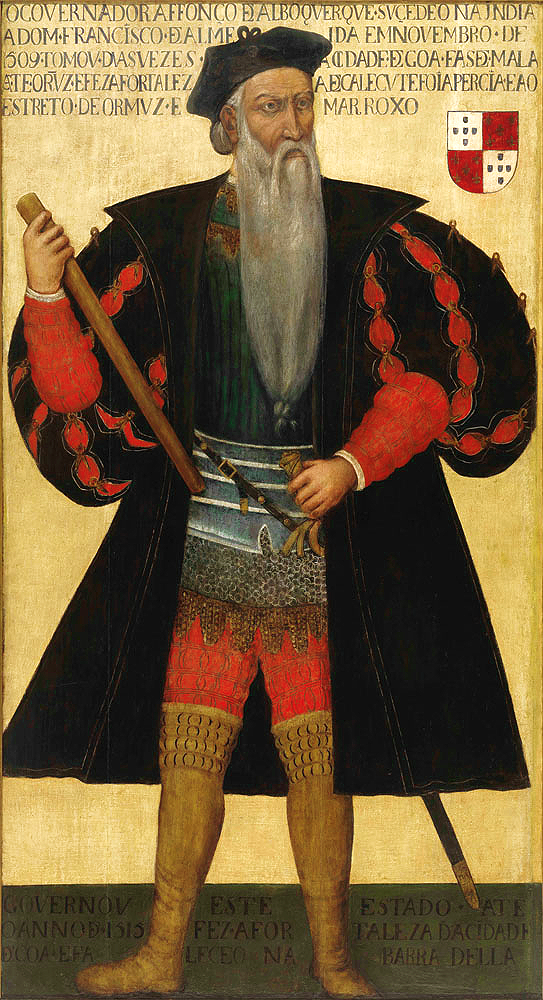
رسم لألفونسو دي ألبوكيرك في غوا، الهند، في المتحف الوطني للفنون القديمة، لشبونة، البرتغال.

أراد البوكيرك السيطرة على العالم الإسلامي والسيطرة على شبكة تجارة التوابل بالكامل التي كانت وطوال قرون من الزمن للتجار العرب والمسلمين. وفي الوقت نفسه، كان الملك مانويل الأول ومجلسه في لشبونة يحاولون تقسيم نفوذ القادة الفاتحين في المحيط الهندي، فمنحوا دييغو لوبيز دي سكويريا جنوب شرق آسيا، على أمل أن يستطيع التوصل إلى تحالف مع سلطان ملقا، محمود شاه، لكنه فشل وعاد إلى بلاده، وأعطيت المنطقة الممتدة من رأس الرجاء الصالح إلى غوجرات لخورخي دي أغويار، ثم خلفه «دوارتي دي ليموس»، الذي تنازل عنها لألبوكيرك.
خلال يناير من عام 1510، هاجم ألبوكيرك مدينة كاليكوت الهندية على سواحل ولاية كيرلا، بناءً على أوامر من الملك، لكن الهجوم قُدّر له الفشل، إذ أن قائد العملية، المدعو «فرناندو كوتينهو»، خالف الأوامر المعطاة له، ودخل المدينة طمعًا في الحصول على كنوزها، فوقع في فخ أعده السكان وقتل كثير من جنوده، فاضطر ألبوكيرك إلى الدخول مع فرقة عسكرية لإنقاذه، فأصيب بجراح بليغة، وآثر الانسحاب. بعد فشل الهجوم، سارع ألبوكيرك إلى تشييد أسطول[ ؟ ] قوي من 23 سفينة و 1200 رجل، وتفيد التقارير المعاصرة أنه رغب بمهاجمة الأسطول المملوكي في البحر الأحمر، أو العودة إلى هرمز، غير أن أحد القراصنة العاملين في خدمة إمبراطورية فيجاياناغارا، واسمه «تيموجي»، أعلمه بأنه سيكون من الأسهل عليه قتال المماليك في غوا، حيث احتموا بعد خسارتهم في معركة ديو، وأن الظروف تميل لصالح البرتغاليين في هذه الحرب، لا سيما وأن السلطان يوسف عادل شاه، حليف المماليك في المنطقة، يعاني من المرض، ولانشغال سلاطين الدكن المسلمين بالحروب فيما بينهم.

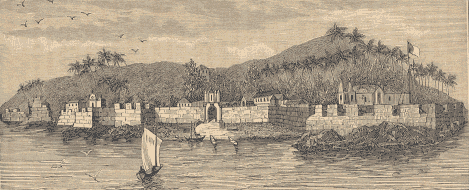
حصن الجزيرة الخامسة، لجأ إليه ألبوكيرك بعد فشل هجومه الأول على غوا.

هاجم ألبوكيرك غوا في 4 مارس من نفس العام واحتلها، لكنه لم يتمكن من الاحتفاظ بها لفترة طويلة بسبب ضعف التحصينات وفتور حماسة الهندوس تجاهه وقلة دعمهم، بالإضافة إلى العصيان الذي حدث بين صفوف جيشه، بعد هجوم شنه عليهم سلطان بيجابور إسماعيل عادل شاه، وأنزل بهم خسائر فادحة. بعد هذا الهجوم عرض السلطان الصلح على ألبوكيرك، لكنه رفض وانسحب من المدينة في شهر أغسطس، وتوجه إلى حصن «الجزيرة الخامسة» بعد أن تشتت أسطوله وهو يقمع ثورة محلية. بعد ثلاثة أشهر، وبالتحديد في 3 نوفمبر، عاود ألبوكيرك الكرّة على غوا، ومعه أسطول جديد بقيادة النبيل «ديوغو مينديز دي فاسكونسيلوس»، الذي أرسله ملك البرتغال إلى ملقة، ووافق على دعم ألبوكيرك عسكريًا عندما راسله الأخير وهو في طريقه للشرق الأقصى، يطلب منه ذلك. تمكن البرتغاليون من انتزاع غوا من يد إسماعيل عادل شاه وحلفاؤه العثمانيون خلال أقل من يوم، وسقطت في أيديهم في العاشر من ديسمبر. يُقدّر أن 6000 مسلم من أصل 9000 كان يدافعون عن المدينة لقوا حتفهم في المعركة العنيفة التي دارت رحاها في الشوارع، أو غرقوا أثناء محاولتهم الهرب. حصل ألبوكيرك على دعم الهندوس مجددًا بعد انتصاره، وجعل القرصان تيموجي رئيس قضاة المدينة، ليُمثل السكّان الهندوس والمسلمين على حد سواء أمام البرتغاليين، كونه أدرى بعاداتهم وتقاليدهم المحلية.

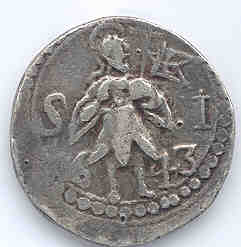
عملة برتغالية فضية مسكوكة في الهند.

أقدم ألبوكيرك بعد أن استقر في غوا على سك النقود البرتغالية لأول مرة في الشرق، بعد أن وصلته شكاوى عديدة من التجار ومن تيموجي عن ندرة العملة في البلاد المفتوحة حديثًا، فاغتنم هذه الفرصة ليبسط نفوذ البرتغال بشكل آخر على تلك المنطقة، ألا وهو الشكل المالي. ضُرب وجها العملة الجديدة بأشكال مشابهة لما كان سائدًا في البرتغال والهند، فظهر صليب على الوجه الأول، واسطرلاب كروي إلى جانب شعار الملك مانويل الأول، على الوجه الثاني، وقد سُكّت من البرونز والفضة والذهب. أصبحت غوا المركز الرئيسي في الهند البرتغالية بعد فتحها، وأبرم الأمراء والملوك المجاورين، مثل سلطان غوجرات والسامريون، سلامًا مع ألبوكيرك وأرسلوا سفرائهم إلى المدينة.

#### احتلال ملقة (1511)
في فبراير من سنة 1511، تلقى ألبوكيرك رسالة من «روي دي أروخو»، وهو أحد البرتغاليين التسعة عشر الذين أخذوا أسرى في ملقة، أولى ولايات ماليزيا التي دخل سكانها في الإسلام، سنة 1509، عن طريق تاجر هندوسي، يُطالبه فيها بالتحرك بأسرع وقت على رأس الأسطول للمطالبة بالإفراج عنهم، كما أورد في رسالته معلومات عن التحصينات ونقاط ضعفها. عرض ألبوكيرك الرسالة على «ديوغو مينديز دي فاسكونسيلوس» مقترحًا الهجوم على ملقة بأسطول مشترك. وفي أبريل من عام 1511، أبحر الأسطول من غوا في الهند إلى ملقا، بقوة مكونة من 1200 رجل وسبعة عشر سفينة، على الرغم من معارضة البلاط الملكي ودي فاسكونسيلوس نفسه لهذا الأمر، إذ اعتبر أن قيادة الأسطول من حقه وحده بما أنه أرسل إلى الشرق الأقصى لهذه الغاية أساسًا، وأن شرف فتح أي بلد جديد يجب أن يكون من نصيبه.

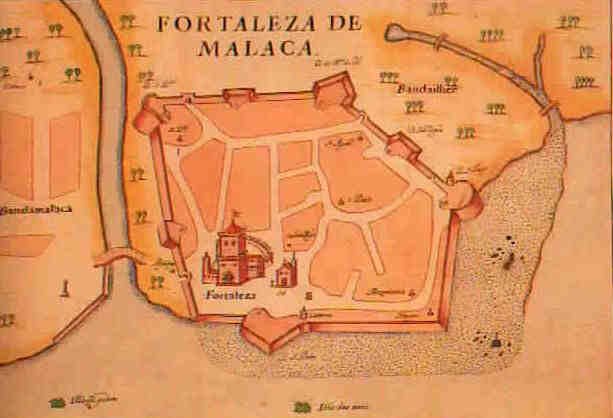
خريطة لمدينة وقلعة ملقة، المستعمرة البرتغالية، من سنة 1630.

كانت ملقة مدينة فاحشة الثراء عند وصول البرتغاليين، لكن على الرغم من ذلك، كانت طابع البناء الخشبي هو السائد، الأمر الذي جعل صمودها أمام المدافع البرتغالية شبه مستحيل، لكنها كانت تعوّض عن تحصيناتها بعدد رجالها، الذي وصل إلى 20,000 رجل، ومدافعها، التي وصلت إلى 2000 قطعة. ظهر ألبوكيرك على مشارف المدينة بمظهر الذي لا يُقهر، فزُينت سفنه بالرايات الملونة، وأطلقت المدافع عدّة طلقات أثناء التقدم نحو الشاطئ، ثم طالب السلطان بإطلاق سراح الأسرى والتعويض عليه وعلى البرتغال من الأضرار التي عانوها جرّاء المعارك، وبناء محطة تجارية محصنة. استجاب السلطان بأن أطلق سراح الأسرى، لكنه لم يُعر باقي طلبات ألبوكيرك أي اهتمام، فقام الأخير بحرق بعض السفن الراسية وأربع مبان على الشاطئ، كتهديد أوليّ، ولمّا لم يلق استجابة من السلطان، أمر جنوده بالنزول إلى البر والستيلاء على الجسر الاستراتيجي الواقع فوق نهر ملقة والذي يربط بين قسميّ المدينة، فانقضت عليهم فرقة عسكرية ملقيّة، ورمتهم بالنبال المسمومة، لكنها لم تصمد طويلاً أمام رصاص البنادق، فسقط الجسر في مساء ذلك اليوم. وعلى الرغم من كل ذلك، فإن السلطان استمر يرفض طلبات ألبوكيرك سالفة الذكر، فأمر الأخير بإعداد سفينة ينك قدّمها تجّار صينيون، وتعبئتها بالرجال والعتاد، وبإبحارها في النهر تحت إمرة «أنطونيو دي أبرو» وصولاً إلى الجسر، فنجحوا في ذلك وتقدموا عبر البر حتى لاقاهم السلطان على رأس جيش من الفيلة، فوقعت معركة عنيفة خسر فيها الملقيون، وفرّ السلطان ناجيًا بحياته. أمر ألبوكيرك جنوده بالاستراحة بعد ذلك، بانتظار أن يأتي السلطان بحركة، لكنه كان قد هجر المدينة، فدخلها البرتغاليون بتاريخ 24 أغسطس من عام 1511، بعد صراع مرير طوال شهر يوليو من ذلك العام، ونهبوها وأخذوا الكثير من ثرواتها. كتب ألبوكيرك إلى ملك البرتغال بعد ذلك، يبرر عصيانه الأوامر الملكية بأنه يحاول توحيد كلمة البرتغاليين في تلك البلاد ومنع انقسامهم إلى معسكرات كل منها ينفذ هدفًا أو مشروعًا مختلفًا، كي لا تبرز الخلافات بينهم ويقعون لقمةً سائغة للسكّان المحللين.

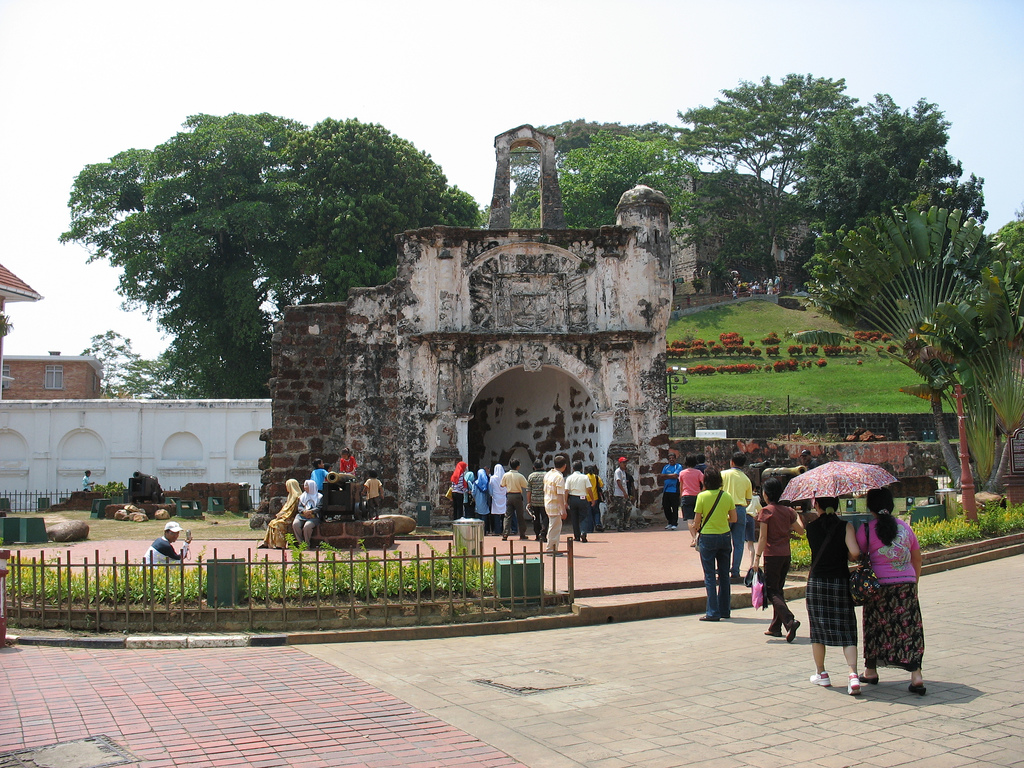
بوابة "الشهيرة"، القسم الوحيد المتبقي من الحصن البرتغالي الذي شيده ألبوكيرك في ملقة.

بقي ألبوكيرك في المدينة حتى نوفمبر من عام 1511؛ ليؤمنها ويحصن دفاعاتها تحسباً لأي هجوم من المالاويين، فأمر ببناء حصن فيها، واستخدم في ذلك حجارة المسجد وشواهد القبور، ووزع رجاله ليقوموا بحراسة المدينة في نوبات. وعلى الرغم من التأخير الذي حصل في التشييد، بسبب انتشار الملاريا والحر الشديد، فقد اكتملت القلعة في شهر نوفمبر من نفس العام، وما زالت البوابة الوحيدة الباقية منها تُعرف باسم «الشهيرة» (بالبرتغالية: A Famosa)، ويُعتقد أنه خلال هذه الفترة، أمر ألبوكيرك بنصب حجر[ ؟ ] كبير نُقشت عليه أسماء كل المشاركين في الحملة، وجعله يواجه جدار القلعة كي لا يتذمر بعض رجاله من أسلوب ترتيب الأسماء ومن ورد ذكره قبل الآخر، ونقش على الجهة المواجهة للناظر عبارة من الكتاب المقدس. أمر ألبوكيرك بعد ذلك بذبح جميع السكان المسلمين في المنطقة إرهابًا للجميع وأملاً بأن يتحول المسلمون والهندوس في المنطقة إلى المسيحية. وكما أمر السفن البرتغالية بالإبحار شرقاً بحثاً عن جزيرة التوابل «مالوكو» بإندونيسيا.
قام ألبوكيرك بتنظيم الإدارة البرتغالية في المدينة بعد فتحها، فأعاد «روي دي أروخو» إلى منصبه كعامل للبرتغال على ملقة، وهو ذات المنصب الذي شغله قبل اعتقاله في سنة 1509، وعيّن تاجرًا ثريًا، هو «نينا شاتو» ممثلاً لغير المسلمين ومستشارًا له، ومبعوثًا دبلوماسيًا بارزًا. وفي الوقت نفسه أقدم على اعتقال ومن ثم إعدام التاجر الجاوي الكبير «أوتموتي رجا»، بعد أن عيّنه ممثلاً عن الجاويين في الإدارة البرتغالية، ثم تبيّن أنه على اتصال بالعائلة الحاكمة المنفية.

#### البعثة إلى باغو، سومطرة، وسيام (1511)
بعد أن غادر معظم التجّار المسلمين ملقة بعد أن فتحها البرتغاليون، حاول ألبوكيرك جاهدًا أن يستقطب التجّار جنوب شرق آسيويين، مثل الصينيين، إلى المدينة، فأوفد إليهم البعثات الدبلوماسية العديدة، وأظهر تجاههم كرمًا لا حدود له، في محاولة لاستقطاب ودّهم وتشجيعهم على إبرام الصفقات مع البرتغال. من البعثات الدبلوماسية التي أُُرسلت: بعثة «روي نونيس دا كونها» إلى باغو في بورما، التي عادت حاملةً رسالة وديّة من الملك عام 1514؛ وإلى سومطرة التي أعلن ملوكها خضوعهم لسلطان ألبوكيرك. أما سيام، فكان ألبوكيرك على دراية بطمع ملكها بملقة، فأرسل إليه «دوارتي فرنانديز»، أحد الأسرى السابقين في ملقة، والذي كان قد جمع معلومات كثيرة عن ثقافة المنطقة وعادات السكان، فتمكن من التفاهم مع الملك «راماثيبودي الثاني»، وأقنعه بالمكاسب الكبيرة والفوائد الجليلة التي سوف تعود عليه إن تحالف مع البرتغاليين، وبناءً على هذا، رجع فرنانديز إلى ملقة ومعه مبعوث سياميّ يحمل عدد من الهدايا والرسائل إلى ألبوكيرك وملك البرتغال.

#### بعثة إلىجزر التوابل(1512)

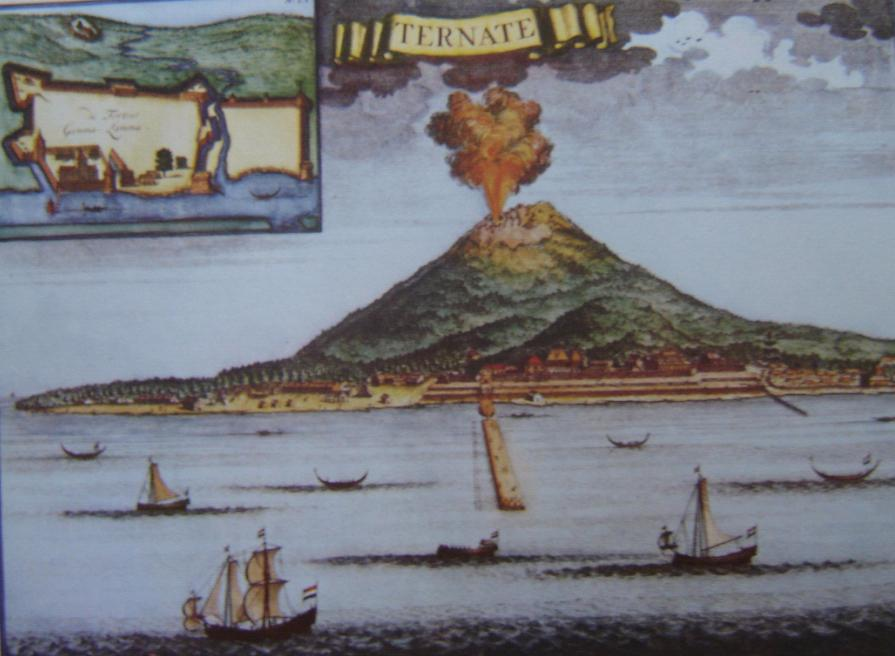
تصوير لتيرنات حيث حصن ساو خوا باتيستا، بُني سنة 1522.

بعد أن حصّن ملقة وعلم بمكان جزر التوابل «السري» وهي جزر الملوك، أرسل ألبوكيرك بعثة من ثلاث سفن أبحرت شرقا لإيجادها تحت قيادة أنطونيو دي ألبريو ومساعده فرانشيسكو سيرياو. فعين أدلاء من الملايو ليرشدوا لهم الطريق خلال جزر جاوة وسوندا الصغرى وأمبون إلى جزر باندا، حيث وصلوا إليها أوائل عام 1512. وضلوا هناك مدة الشهر حيث اشتروا وملئوا سفنهم من جوزة الطيب والقرنفل. واستمر أنطونيو دي ألبريو مبحرًا إلى أمبون بينما توجه سيرياو مباشرة إلى جزر الملوك ولكن تحطمت سفينته بالقرب من سيرام فانقذهم السكان المحليين. وقد سمع السلطان «بيان الله» سلطان تيرنات (1500-1522) عن جنوح سفينتهم، ورأى أنها فرصة ليتحالف مع دولة أجنبية قوية، فجلبهم إلى تيرنات في سنة 1512 وسمح لهم ببناء حصن «وهو حصن ساو خوا باتيستا» سنة 1522 وجعل سيرياو مستشارًا عسكريا له.

#### البعثة إلى الصين (1513)
في أوائل عام 1513، توجه خورخي ألفاريز، بأمر من ألبوكيرك، إلى جنوب الصين لاحقًا برافائيل بيريستريللو، الذي أرسله ألبوكيرك أيضًا لإبرام معاهد صداقة وتعاون وتجارة مع سلالة المينغ الحاكمة، فسُمح له بالرسو في جزيرة «ناي لينغديغ» في دلتا نهر اللؤلؤ. كذلك أبحر رافائيل إلى كانتون مرتان: في سنة 1513 وفي سنة 1515 حتى بداية سنة 1516، حيث أبرم عدّة صفقات مع التجّار الصينيين في تلك البلاد. وقد كانت هذه البعثات، إلى جانب بعثتا «تومي بيرس» و«فرنياو بيريس دي أندرادي»، أول اتصال دبلوماسي وتجاري أوروبي مع الصين.

### الحملة الرابعة (1512 - 1515)
- أحداثها: متعددة

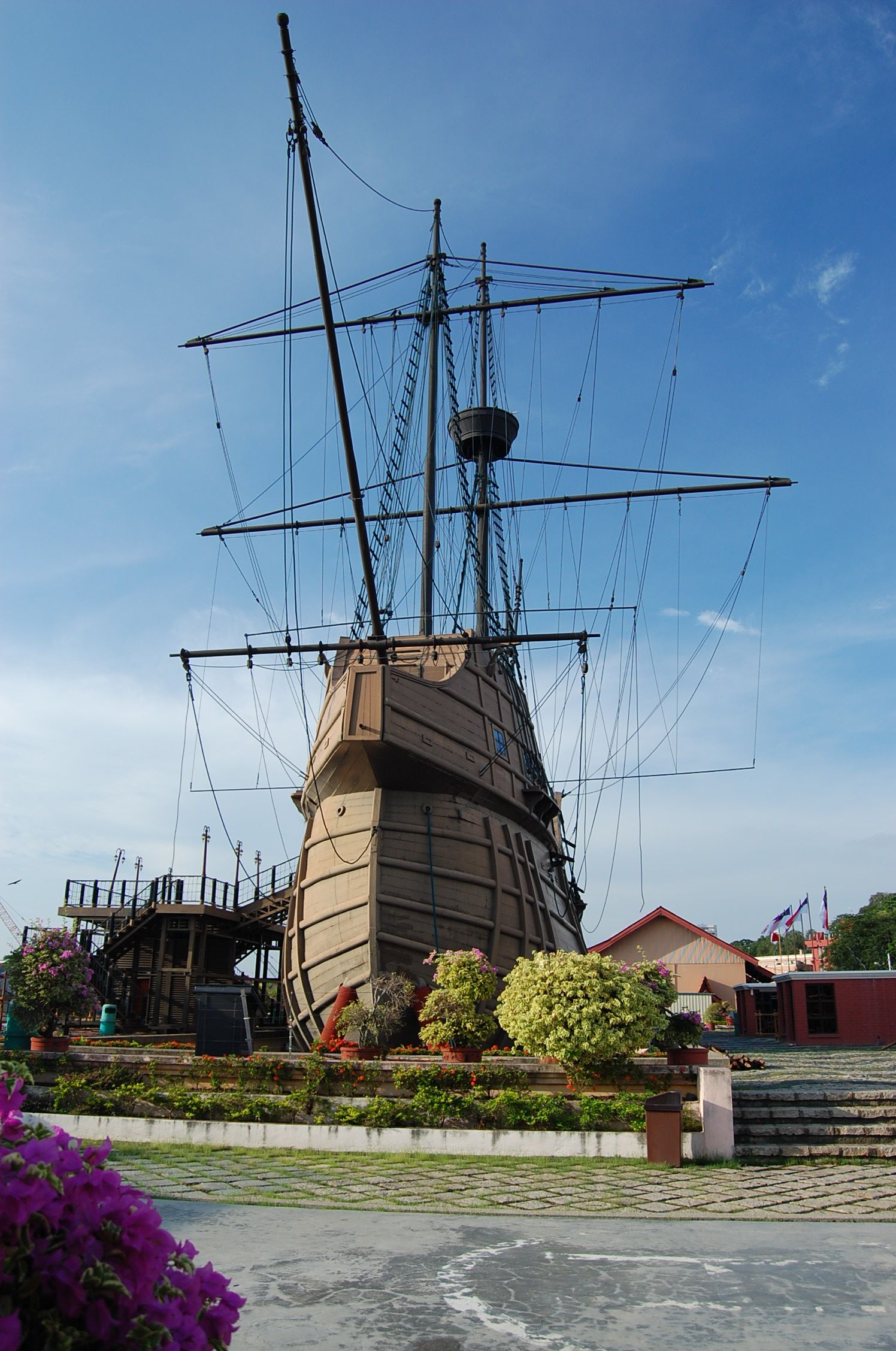
نسخة عن سفينة زهرة البحار في المتحف البحري، ملقا.

في 20 نوفمبر عام 1512 وخلال إبحار ألبوكيرك من سواحل ماليبار، تعرض لعاصفة هوجاء كادت أن تودي بحياته. ولكنها أغرقت سفينته «زهرة البحار» (بالبرتغالية: Flor Do Mar) بما تحمل من ثروته التي جمعها في غزواته، بالإضافة إلى ما أرسله ملك سيام من هدايا نفيسة لملك البرتغال، وكان المهندسون قد أعلموا ألبوكيرك بعدم صلاحية السفينة للإبحار مجددًا، لكنه أصر على استخدامها على الرغم من ذلك، لقدرتها الاستيعابية الضخمة، كونه أراد أن يُري ملك البرتغال مدى ثراء البلاد التي فتحوها. غادر ألبوكيرك بعد ذلك ملقة متجهًا إلى كوتشي، ولم يستطع الرجوع إلى غوا، بعد أن قامت فيها انتفاضة كبيرة على الوجود البرتغالي، من قبل قوات وأنصار السلطان إسماعيل عادل شاه، وبزعامة «رسول خان»، أحد أكبر القادة العسكريين لدى السلطان. لكن المفاجأة الكبرى التي كانت بانتظاره هي اكتشافه تنازل البرتغاليين الذين عارضوا غزو غوا من الأساس عن المدينة، أثناء وجوده في ملقة، وتبيّن أنهم راسلوا الملك ينصحونه بالتخلي عن المدينة. أمام هذا الواقع، عزم ألبوكيرك على استعادة المدينة بأي ثمن، لكن الأمطار الموسمية جعلت القيام بأي هجوم أمرًا مستحيلاً، كما كان عدد قواته قد تراجع، فقرر الانتظار حتى يصله المدد من البرتغال، المتمثل بأسطول جديد ومزيد من الرجال، تحت قيادة ابن شقيقته «غارسيا دي نورونها» و«خورخي دي ميلو بيريرا».
في العاشر من سبتمبر سنة 1512، أبحر ألبوكيرك من كوتشي إلى غوا على رأس 14 سفينة تحمل 1,700 جنديًا، وأمر رجاله بحفر الخنادق تحت أسوار المدينة حتى يمكن زعزعتها، والعمل على إحداث ثغرات فيها. لكنه فوجئ في صبيحة يوم الهجوم باستسلام رسول خان، فطالب ألبوكيرك بتسليم الحصن بكل ما فيه من مدافع وذخيرة وأحصنة، والجنود البرتغاليين المنشقين عن الجيش الذين انضموا إلى رسول خان، فاستجاب الأخير لهذا الطلب، بشرط الإعفاء عن حياتهم، فوافق ألبوكيرك وانسحب من غوا، لكنه قام بتعذيب أولئك الجنود وتشويههم بشكل فظيع.

#### العودة إلى البحر الأحمر (1513)

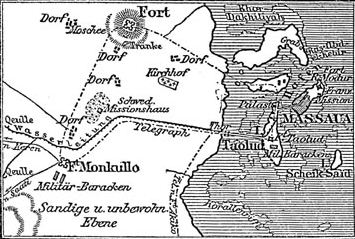
خريطة قديمة لبلدة مصوع.

خلال شهر ديسمبر من عام 1512، وصل إلى غوا مبعوث من قبل ملكة الحبشة «هيلانة»، يُدعى «متّى»، يحمل رسالة من ملكته إلى ألبوكيرك ليوصلها إلى ملك البرتغال، بهدف الحصول على الدعم من المملكة لمواجهة النفوذ العثماني المتزايد في القرن الأفريقي. فاستقبله ألبوكيرك بالترحاب، ثم أرسله إلى البرتغال، حيث أعلن الملك مانويل الأول عن وصوله إلى البابا ليو العاشر، اعترافًا بمدى أهميته، ورغبة المملكة الشدية في مقاومة النفوذ الإسلامي في المناطق المجاورة لمستعمراتها. ومن الجدير بالذكر أن بعض منافسي ألبوكيرك عارضوا هذه الخطوة، ونصحوا بالتروي خوفًا من أن يكون المبعوث الحبشي جاسوسًا يعمل لخدمة العثمانيين.
في شهر فبراير من عام 1513، وخلال الوقت الذي أمضاه متّى الحبشي في البرتغال، أبحر ألبوكيرك إلى البحر الأحمر مجددًا يرافقه جيش مكوّن من 1000 برتغالي و 400 ملباري، وكانت أوامره الملكيّة تقضي بتأمين سيطرة البرتغال على ذلك المسطّح المائي، خصوصًا بعد أن تبين أن السيطرة على جزيرة سقطرى غير كاف للتحكم بمنفذ البحر الأحمر، فهُجرت الجزيرة، وقرر ألبوكيرك الاستعاضة عنها بمرفأ بلدة مصوع الواقعة على الشاطئ الأفريقي المقابل، ويُحتمل أن قراره هذا كان نتيجة ما أفاد به المبعوث الحبشي، من ضرورة تقوية النفوذ البرتغالي المسيحي في المنطقة، على حساب النفوذ العثماني الإسلامي.

رسم من سنة 1590 يُظهر عدن وقد أحاطت بها الأساطيل البرتغالية.

حشد المماليك أساطيلهم وجيوشهم للدفاع عن الأراضي الإسلامية المجاورة، ومنع البرتغاليين من التوغل في البحر الأحمر، بعد أن وصل نبأ قدوم ألبوكيرك بجيش عرمرم، وما أن علم الأخير باستعدادت المسلمين، حتى قرر التحرك نحو عدن، قبل وصول التعزيزات إليها، فحاصرها في مارس 1513، ولكنه فشل في احتلالها لحصانتها وشراسة دفاع أهلها، فعسكر في كمران ثم نزل بريم، ثم توغل في البحر الأحمر ليكون أول الأوروبيين الذين يبحرون فيه، وحاول الوصول إلى مدينة جدة، لكن الرياح كانت في غير صالحه، ثم ما لبث أن انتشر المرض والعياء بين رجاله، كما قلّت مؤنه ومقادير المياه العذبة التي حملها، فاضطر إلى الانسحاب. عاود ألبوكيرك الكرة على عدن في أغسطس من نفس العام، لكن الفشل حالفه في هذه المرة أيضًا، فعاد إلى الهند دون تحقيق أي نتائج ذات أهمية. تشير بعض المراجع أن ألبوكيرك كان ينوي لو أتيحت له الفرصة أن ينهب قبر نبي الإسلام محمد بن عبد الله في المدينة المنورة ويأخذ جسده رهينة حتى يخرج المسلمون من الأراضي المقدسة وتلك التي يسيطرون عليها تجاريًا. كما كان يرى أنه إذا قام بتحويل مياه النيل إلى البحر الأحمر سيتمكن من إخضاع مصر أيضاً.

#### حكم غوا (1514)

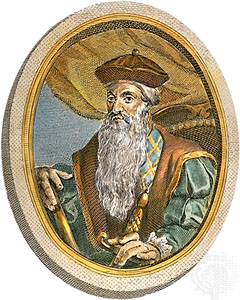
رسم لألفونسو دي ألبوكيرك.

كرّس ألبوكيرك عام 1514 لتولّي شؤون غوا وترتيب أمورها، فأبرم الصلح مع مدينة كاليكوت، ووصله سفراء من مختلف الممالك الهندية المجاورة، فقوّى المدينة من الناحية الدبلوماسية، كما عزز تحصيناتها، وعمل على إقرار السلام بين الهنود والبرتغاليين، فجعل عدد من رجاله يتزوجون بنساء هنديّات، أما النساء البرتغاليات فلم يكن لهنّ وجود في المدينة، فلم يحصل أي اختلاط بين الرجال الهنود وبينهنّ. وكانت الحكومة البرتغالية تشجع المستكشفين على الزواج من النساء المحليات في البلدان التي يفتحونها، وفقًا لسياسة صممها ألبوكيرك لتشجيع الرجال على الاستقرار في البلدان الجديدة، ووافق عليها الملك، وهي تتلخص في منح كل رجل يفعل ذلك حقوق المواطنية كاملةً وإعفاءه من الضرائب. بناءً على هذا، ازدهر الزواج المختلط في تلك الفترة، وقام ألبوكيرك بتعيين عدد من السكان المحليين في مناصب إدارية، ولم يتدخل في تقاليدهم المحلية، عدا ممارسة الستي، وهي أن تحرق الأرملة نفسها إلى جانب زوجها المتوفى، إذ حرّمها تحريمًا مطلقًا.

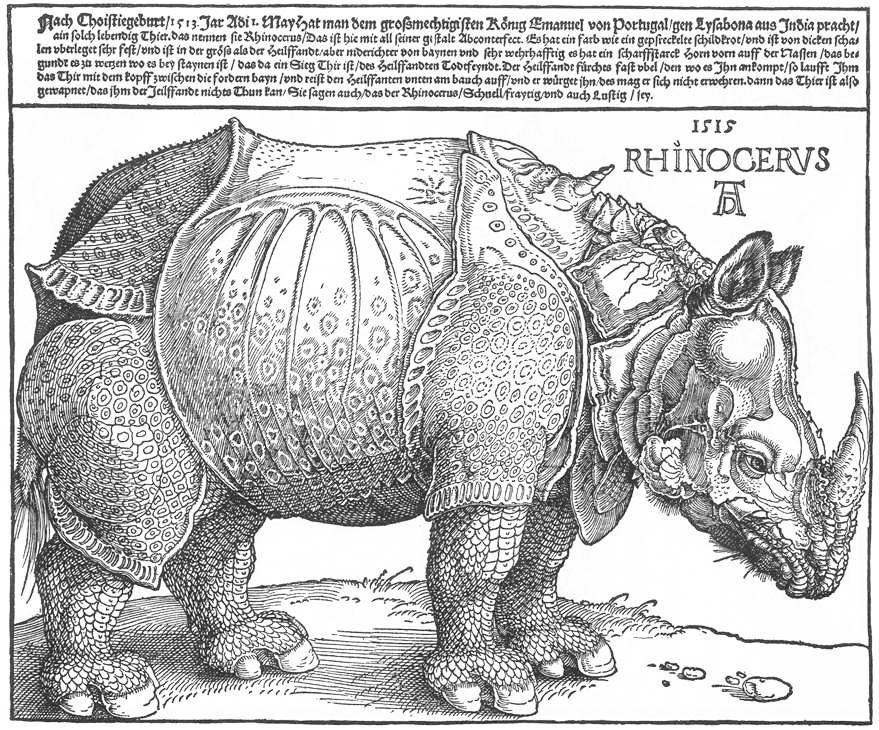
كركدن دورر، 1515.

في شهر مارس من عام 1514، وصلت البرتغال بعثة من رجال ألبوكيرك والهنود، يقودها «تريستاو دا كونها» تحمل بعض الثروات الطائلة التي جُمعت في الهند، بالإضافة لبعض الحيوانات الغريبة التي لم تشاهد أوروبا لها مثيلاً منذ عهد الرومان، فأرسلهم الملك مانويل إلى روما لعرضها على البابا ليو العاشر، فأدهشوه وسكّان المدينة، وأصبحت البعثة وحمولتها حديث الناس وشغلهم الشاغل. بناءً على هذا بلغت سمعة ألبوكيرك أقصى درجات المجد، مما وضع أسس الإمبراطورية البرتغالية في الشرق. كان ألبوكيرك قد أرسل في أوائل ذلك العام بضعة رجال إلى السلطان مظفّر الثاني حاكم «كامباي»، يطلبون السماح لهم ببناء حصن في مدينة دئو، فلم يوافق، لكنه أرسل معهم كمية كبيرة من الهدايا، بما فيها وحيد قرن هندي، فأرسله ألبوكيرك بدوره، ومربيه الهندي، إلى ملك البرتغال في أواخر عام 1515، الذي عاد وأهداه إلى البابا ليو العاشر. عُرف وحيد القرن هذا بكركدن دورر، تيمنًا بالرسّام الألماني ألبرشت دورر، الذي رسم له صورة خشيبية على الرغم من أنه لم يره أبدًا.

#### فتح هرمز وأيامه الأخيرة (1515)

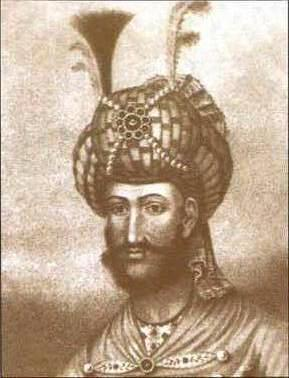
الشاه إسماعيل الأول بن حيدر الصفوي، أبرم حلفًا مع ألبوكيرك ضد العثمانيين والمماليك.

كان ألبوكيرك قد تلقّى زيارةً في بلدة «كنّأنور» سنة 1513 من مبعوث فارسي أرسله الشاه إسماعيل الأول الصفوي يطلب منه أن يرسل مبعوثًا برتغاليًا إلى فارس للتباحث في كيفية تفعيل التعاون بينهما ضد المماليك والعثمانيين، العدو المشترك لكل من الصفويين والبرتغاليين. فأرسل ألبوكيرك أحد رجاله واسمه ميخائيل فيريرا إلى تبريز عن طريق هرمز، حيث قابل الشاه عدّة مرّات وبحثا في المصالح المشتركة والمنافع الناجمة عن إزاحة المماليك والعثمانيين من الشرق الأوسط والبحار المتفرعة من المحيط الهندي.
عاد المبعوث البرتغالي إلى بلاده محملاً بهدايا ثمينة، ويرافقه السفير الفارسي، فقابلا ألبوكيرك في جزيرة هرمز حيث كان يستعد لمهاجمتها، عام 1515، بعد أن تحمّس لحديث الشاه عن التخلص من العثمانيين واقتسام السلطة، فاستعدت مملكة هرمز لصد الغزو البرتغالي وقد تجمعت قوات من الفرسان على الساحل من الفرس والعرب حيث احتشد ما لايقل عن ثلاثين الفًا من بينهم أربعة آلاف من الفرسان كما كان في المرفأ أربعمائة سفينة ولم يكن البرتغاليون بقيادة قائدهم ألبوكيرك يملكون أكثر من سبع سفن حربية لم يتجاوز عدد بحارتها أكثر من أربعمائة وستين رجلاً، وكان حاكم هرمز صبيًا صغير السن يسمى «سيف الدين» ويحكم نيابة عنه مستشاره «الشيخ عطار».

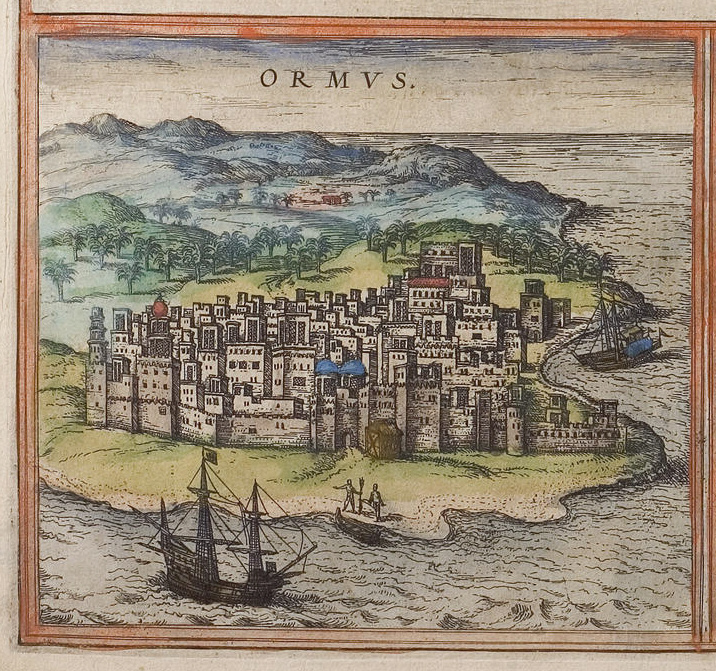
رسم من عام 1572، وقد ظهرت فيها المستعمرة البرتغالية.

وعلى الرغم من كل هذا التباين فلم يتراجع ألبوكيرك عن تحقيق مأربه في الاستيلاء على الجزيرة، ولعل الروح الانتحارية التي كان يقاتل بها البوكيرك والسفن المتطورة التي كان يقلها والمدافع التي كان يستخدمها وحالة الفوضى التي كانت عليها قوات هرمز كانت في مقدمة العوامل التي عجلت بالسيطرة على الجزيرة. وكان هجوم القوات البرتغالية التي نفدت منها المواد الغذائية بمثابة هجوم الجياع على مستودعات التموين، وكانت كلمات ألبوكيرك إلى جنوده وهو يحثهم على القتال «إما الانتصار أو يقطع المسلمون رقابكم»، وإزاء استمرار القصف المدفعي البرتغالي لم يجد سيف الدين بدًا من طلب المفاوضات، والتي جرت في جو إرهابي كانت نتيجتها أن قام ألبوكيرك أثناءها بطعن الشيخ عطار فجأة عندما كان يتحدث معه فقتله. وقد أسفرت المفاوضات عن الصلح بشروط قاسية منها أن يظل سيف الدين في منصبه حاكمًا على هرمز تحت السيادة البرتغالية وأن يدفع لملك البرتغال مبلغ خمسة عشر ألف زرافين كجزية سنوية وأن يسمح للبرتغاليين بإقامة منشآت عسكرية في بلاده، كذلك نص على اعفاء التجارة البرتغالية من أية رسوم جمركية.
باحتلال هرمز فرض البرتغاليون سيطرتهم على المنطقة بشكل لايقبل الشك فقد أصدر ألبوكيرك قرارًا بمنع أي سفينة من ممارسة الملاحة في الخليج قبل الحصول على تصريح من السلطات البرتغالية. كان للبرتغاليين أيضًا أطماع في سواحل الخليج العربي واستطاعوا الاستيلاء على مدن مسقط وهرمز والبحرين والقطيف وقطر كما تسمى اليوم وكثير من الإمارات كالفجيرة وخور فكان وجلفار، وهي رأس الخيمة اليوم، وجميع موانئ عمان على ساحل خليج عمان وبحر العرب. لكنهم لم يتمكنوا من الاستيلاء على البصرة لوجود العثمانيين فيها، لكنهم أستطاعوا الاستيلاء على فيلكا القريبة من البصرة وأقاموا قلعة عليها.

## نهايته

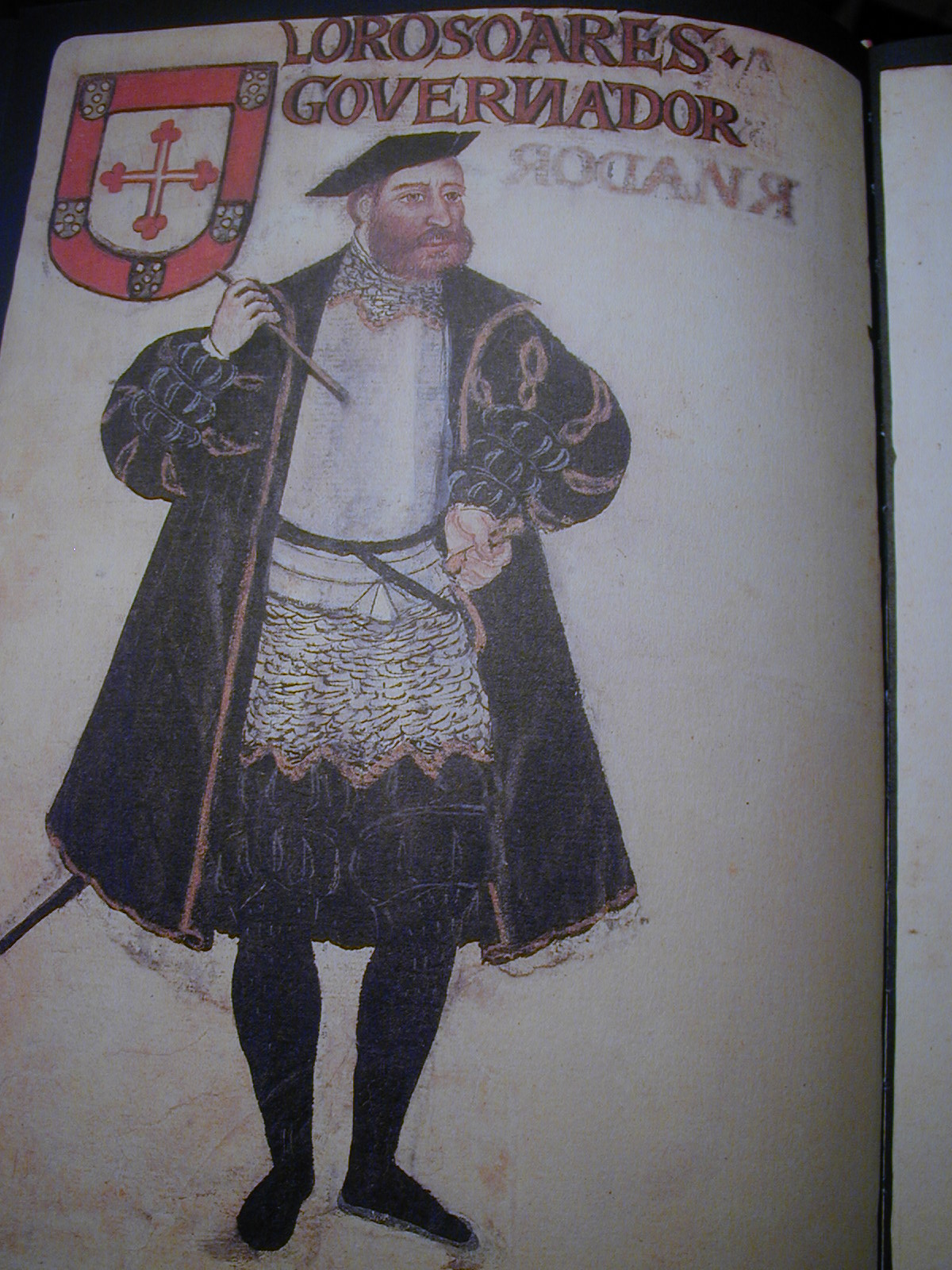
لوبو سوارس دي ألبيرغاريا، تولّى شؤون المستعمرات البرتغالية بعد أن عُزل ألبوكيرك.

كانت نهاية البوكيرك مريرة، إذ كان له العديد من العداوات داخل القصر من الذين لم يدخروا سببا لإثارة غيرة الملك منه وتقليبه عليه. وقد ساعدت بعض تصرفات ألبوكيرك في وصولهم إلى مسعاهم. وفي طريق عودته من هرمز إلى غوا تلاقى مدخل ميناء غوا مع سفينة آتية من أوروبا تحمل رسائل وأوامر تضعه تحت إمرة عدوه الشخصي اللدود «لوبو سوارس دي ألبيرغاريا»، فلم يتحمل الصدمة ومات متأثرا بها في 16 ديسمبر سنة 1515.
كان دي ألبيرغاريا قد غادر لشبونة بتاريخ 7 أبريل سنة 1515، يُرافقه متّى المبعوث الحبشي، وسفير برتغالي إلى الحبشة. وفي أغسطس من ذلك العام، وصلت ملك البرتغال أنباء مقلقة من التجّار البنادقة، مفادها أن سلطان المماليك أعدّ أسطولاً حربيًا كبيرًا في السويس، وحشد الرجال وجمع العتاد، وقرر الهجوم على المستعمرات البرتغالية في الهند وتحرير هرمز[ ؟ ]، فخشي الملك أن يؤدي عزل ألبوكيرك، وهو الجندي المخضرم الذي خاض عدّة معارك مع المماليك من قبل، إلى شر لا تحمد عقباه، فكتب إلى دي ألبيرغاريا يأمره بإعادة قيادة الأعمال العسكرية والإدارية إلى ألبوكيرك، وأن يمده بالسفن والرجال حتى يتمكن من قتال المسلمين، غير أن ألبوكيرك كان قد توفي بحلول الوقت الذي وصلت فيه تلك الرسالة. دُفن ألبوكيرك في مدينة غوا في الهند بكنيسة «سيدة التل» بناءً على وصيته، وكان قد بنى هذه الكنيسة في سنة 1513 كشكر لله بعد أن تمكن من الهرب من جزيرة كمران. نُقلت رفات ألبوكيرك إلى كنيسة سيدة النعمة في لشبونة، بعد 51 سنة من وفاته، أي في سنة 1566، وبقي فيها إلى أن دمّرها زلزال شديد سنة 1755، ويُعاد بناؤها.

### تكريم الملك

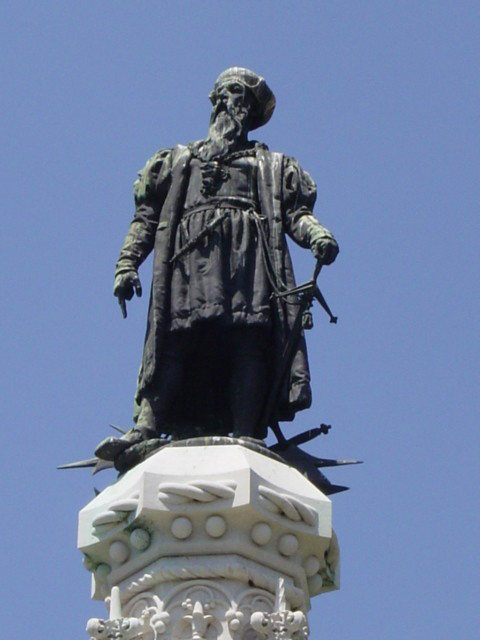
تمثال لألفونسو دي ألبوكيرك في لشبونة عاصمة البرتغال.

كتاب أقوال ألفونسو دي البوكيرك العظيم جمعه ابنه وأصدره في أربعة أجزاء عام 1557.

تمكن ألبوكيرك قبل وفاته من كتابة رسالة للملك يشير فيها بأدب مقنع إلى أعماله من أجل الإمبراطورية طالباً منه منح جميع الألقاب والتكريم الذي يستحقه لابنه من بعده. تأثر الملك وفعلا منح ابن ألبوكيرك ما طلبه أبوه بالكامل. وكُرّم بشخص ابنه «برأس دي ألبوكيرك» (1500—1580). وقد جمع ابنه مختارات من كتابات ومذكرات أبيه في كتاب أسماه «أقوال ألفونسو دي البوكيرك العظيم» (بالبرتغالية: Commentarios do Grande Affonso d'Alboquerque) ونشره عام 1557، وفي هذا المؤلف وُصف ألبوكيرك بأنه رجل مربوع القامة، ذو وجه طويل، وأنف ضخم. وقيل بأنه كان «رجل حكيم ذو بصيرة، يجيد اللاتينية إجادةً تامّة، ويتحدث بشكل لائق، وأن أسلوبه الإنشائي وحديثه، كان يعكس درجة ثقافته العالية. كما كان جاهز الرد دائمًا، حازم في أوامره، حريص عند تعامله مع المسلمين، يهابه الجميع ويحبونه في آن، شجاع ومقدام، يميل إليه الحظ على الدوام».
عرف «ألفونسو» بحبه لفاكهة المانجو وكان يعرف بحرصه على تضمين كميات كبيرة من نوع معين ضمن مؤونته في رحلاته البحرية. وقد زرعت بكثرة في عهده، ومانجو الهند من هذا النوع المعروفة باسم ألفونسو سميت كذلك تبعا له.